# Gusarapo

## Fauna
Un gusarapo, también llamado gusarapa, es un animalejo en estado larvario o embrionario, que tiene forma de gusano y se cría en un medio líquido.
Aunque el término es aplicable a cualquier animal o insecto que cumpla esta condición, casi siempre va referido a una de los siguientes especies:
- El embrión de un batracio o animal anfibio, como el tritón o salamanquesa de agua, la salamandra, o especialmente la rana común. En este caso también se lo conoce con el nombre de renacuajo.
- La larva del mosquito, que se cría en aguas encharcadas, y que debido a su tamaño, aspecto fino y alargado, color rojo, y al hecho de tener que subir constantemente a la superficie para respirar, resulta muy visible al ojo humano.

Si se encuentran gusarapos de mosquito, conviene desecar o verter el líquido por un desagüe para evitar una posterior invasión de mosquitos en edad adulta.

## Escalada
También es uno de los sectores de escalada más conocidos de La Pedriza en Madrid